# رای (کلرادو)
رای (به انگلیسی: Rye) شهری در ایالت کلرادو کشور ایالات متحده آمریکا است که جمعیت آن در سرشماری سال ۲۰۱۰ میلادی، ۱۵۳ نفر بوده‌است.